# M2 Medium Tank
Der Medium Tank M2  war ein US-amerikanischer Panzer, dessen Entwicklung vor dem Beginn des Zweiten Weltkrieges begann und von dem vor Kriegsbeginn eine Kleinserie gefertigt wurde. Aufgrund der Weiterentwicklung der Technik und Einsatzweise wurden danach nur noch 126 Fahrzeuge vom weiterentwickelten Typ M2 A1 in den Werkstätten des Rock Island Arsenal hergestellt. Da der Panzer bereits 1940 als veraltet galt, wurde er nur für den Aufbau der amerikanischen Panzertruppe und zu Ausbildungszwecken verwendet.

## Entwicklung
Die Entwicklung der mittleren amerikanischen Panzertypen basierte auf einer Verteidigungsdoktrin, welche in den 1920er Jahren in einem diesbezüglichen Gesetz festgelegt worden war. So wurden mittlere Panzer konzipiert, welche den Vorstoß der Infanterie begleiten und dieser den Durchbruch durch die gegnerischen Stellungen ermöglichen sollte. Von einigen Versuchsfahrzeugen und Prototypen dieser Zeit wurde nur der Medium Tank T4 in einer kleineren Stückzahl gebaut.
Angesichts der chronisch knappen Etats jener Jahre und dem Gedanken möglichst viel mit bereits verfügbaren Bauteilen zu Arbeiten entwickelte das Rock Island Arsenal im Jahr 1938 einen neuen mittleren Kampfpanzer, den Medium Tank T5. Viele Bauteile entstammten der Fertigung des bereits in Produktion befindlichen M2 Light Tank.
Er folgte nicht mehr dem in den 1920er für Infanterieunterstützungspanzer verbreiteten Mehrturm-Konzept, doch war er noch von der Idee möglichst viele unabhängige Maschinengewehre im Fahrzeug unterzubringen geprägt. Aus diesem Grund verfügte der T5 über sechs Kaliber .30 Maschinengewehre, die so montiert waren, dass aus dem Fahrzeug in aller Richtungen gefeuert werden konnte. Zusätzlich verfügte das Fahrzeug über eine 37-mm-Kanone im rundum drehbaren Turm. 
Der erste Entwurf mit einem 250-PS-Continental-Motor konnte nicht überzeugen. Zwei weitere Motoren wurden konzipiert, der T5 Phase II mit einem alternativen Motor und der T5 Phase III mit einem 350-PS-Wright-Sternmotor. Letzterer wurde als Prototyp gebaut und bis Juni 1939 erprobt. Das Fahrzeug wurde danach als Medium Tank M2 eingeführt. Doch ein Fertigungsauftrag wurde nur über 15 Fahrzeuge dieses Typs erteilt.

### M2 A1 Medium Tank
Der Kriegsbeginn in Europa führte naturgemäß dazu, dass man sich auch in den Vereinigten Staaten mit den Lehren aus den Kämpfen in Europa beschäftigte. So wurde der Entwurf des M2 Medium Tank in den folgenden Monaten nach der Einführung ständig verbessert. Ein überarbeiteter Turm, stärkere Panzerung, breitere Ketten, ein leistungsgesteigerte Motor (400 PS), Panzerblenden für den Sichtschutz, Änderungen am Laufwerk und der Wannenfront des Fahrzeugs charakterisieren den Modelltyp M2 A1.

## Technische Beschreibung
Der M2 Medium Tank wog 18,7 Tonnen, war 5,38 Meter lang und für seine Gewichtsklasse relativ leicht gepanzert.

## Einsatz
Der Medium Tank M2 ist in vielen filmischen Dokumenten zu erkennen, in denen die Ausbildung und Manöver der US-Truppen gezeigt werden.
Er nahm jedoch nicht an Kampfhandlungen des Zweiten Weltkrieges teil. Da die verhältnismäßig geringe Panzerung und seine Bewaffnung des ab August 1940 gebauten Panzers zum späteren Zeitpunkt möglicher Kampfeinsätze schon deutlich weniger leistungsfähig war, als jene der danach entwickelten Fahrzeugtypen.
Der M2 und M2 A1 Medium Tank waren die ersten Versuche der US-amerikanischen Streitkräften bei der Entwicklung einer soliden für die Massenproduktion geeigneten Fahrzeugplattform, welche letztlich die Grundlage für den später so bekannt gewordenen M4 Medium Tank "Sherman" legte. Die wesentlichen Fahrwerkselemente und die Auslegung von Fahrwerk und Wanne wurde bei der Masse der in den USA nach dem Eintritt in den Zweiten Weltkrieg gefertigten, mit geringen, teils mit älteren Modellen kompatibel ausgelegten, Verbesserungen übernommen.
Angesichts der öffentlichen Zurschaustellung des Fahrzeugs, war der Fahrzeugtyp auch schon vor dem Kriegseintritt der USA bei den künftigen Gegnern bekannt. So erhielt das Fahrzeug bei der Wehrmacht in der Loseblattsammlung Kennblätter fremden Geräts die Bezeichnung Panzerkampfwagen M 2-746 (a).